# Claire Trevor
Claire Trevor (ur. 8 marca 1910 w Nowym Jorku, zm. 8 kwietnia 2000 w Newport Beach) – amerykańska aktorka, laureatka Oscara za rolę drugoplanową w filmie Koralowa wyspa. Była nazywana „królową filmu noir”, ponieważ wiele jej ról „złych dziewczyn” to role w filmach noir i innych czarno-białych thrillerach. Wystąpiła w ponad 60 filmach.

## Życiorys
Trevor urodziła się jako Claire Wemlinger w nowojorskim Brooklynie w 1910 roku (niektóre źródła podają 1909, 1911 lub 1912 rok), jako jedyne dziecko sprzedawcy z Piątej Alei i jego żony. Jej rodzina ma korzenie irlandzkie i francuskie.
Kariera Trevor trwała ponad siedem dekad, i zawiera sukcesy w radio, telewizji i filmie. Trevor często grała twarde blondynki, o wszystkich możliwych do wyobrażenia typach „bad girl”. Po ukończeniu American Academy of Dramatic Arts, rozpoczęła karierę aktorską w latach 20. W 1932 roku grywała na Broadwayu główne role, w tym samym roku zaczęła karierę filmową. Jej pierwszym filmem był Life in the Raw. Od 1933 do 1940 roku Trevor wystąpiła w ponad trzydziestu filmach. W 1937 roku zagrała z Humphreyem Bogartem w filmie Śmiertelny zaułek, który w istocie doprowadził do nominowania aktorki do Oscara za najlepszą rolę drugoplanową.
Do jednych z najbardziej zapamiętanych ról przeszła rola Dallas w filmie Dyliżans, gdzie aktorka grała u boku Johna Wayne’a. Z Wayne’em wystąpiła także w filmach: Allegheny Uprising, Czarny oddział czy Noc nad Pacyfikiem.
W 1948 roku wystąpiła w filmie Koralowa wyspa, za który otrzymała Oscara dla najlepszej aktorki drugoplanowej.
Począwszy od lat 50. zaczęła grywać drugoplanowe role, by zacząć występować coraz to rzadziej. Wróciła na srebrny ekran jeden ostateczny raz, grając matkę Sally Field w filmie Pocałuj mnie na do widzenia (1982). Po kilku rolach w serialach telewizyjnych, aktorka wycofała się z zawodu. Pojawiła się gościnnie podczas 70. ceremonii wręczenia Oscarów w 1998 roku.
Claire Trevor zmarła z powodu niewydolności oddechowej w Newport Beach 8 kwietnia 2000 w wieku 90 lat.
Aktorka posiada swoją gwiazdę w Hollywood Walk of Fame znajdującą się przy 6933 Hollywood Boulevard.

## Filmografia
Filmy fabularne
- 1933:

Life in the Raw jako Judy Halloway
The Last Trail jako Patricia Carter
The Mad Game jako Jane Lee
Jimmy and Sally jako Sally Johnson
- 1934:

Hold That Girl jako Tonie Bellamy
Wild Gold jako Jerry Jordan
Tajemnica małej Shirley (Baby Take a Bow) jako Kay Ellison
Elinor Norton jako Elinor Norton
- 1935:

Czarna owca (Black Sheep) jako Jeanette Foster
Spring Tonic jako Bertha ‘Betty’ Ingals
Piekło Dantego (Dante’s Inferno) jako Betty McWade
Żona z marynarki (Navy Wife) jako Vicky Blake
- 1936:

My Marriage jako Carol Barton
Song and Dance Man jako Julia Carroll
Human Cargo jako Bonnie Brewster
To Mary – with Love jako Kitty Brant
Star for a Night jako Nina Lind
Fifteen Maiden Lane jako Jane Martin
Career Woman jako Carroll Aiken
- 1937:

Time Out for Romance jako Barbara Blanchard
Król graczy (King of Gamblers) jako Dixie Moore
One Mile from Heaven jako Lucy ‘Tex’ Warren
Śmiertelny zaułek (Dead End) jako Francey
Dwaj mężowie pani Vicky (Second Honeymoon) jako Marcia
Big Town Girl jako Fay Loring
- 1938:

Walking Down Broadway jako Joan Bradley
Dr Clitterhouse (The Amazing Dr. Clitterhouse) jako Jo Keller
Dolina gigantów (Valley of the Giants) jako Lee Roberts
Five of a Kind jako Christine Nelson
- 1939:

Dyliżans (Stagecoach) jako Dallas
I Stole a Million jako Laura Benson
Allegheny Uprising jako Janie MacDougall
- 1940: Czarny oddział (Dark Command) jako Panna Mary McCloud
- 1941:

Honky Tonk jako 'Gold Dust’ Nelson
Teksas (Texas) jako ‘Mike’ King
- 1942:

Przygody Martina Edena (The Adventures of Martin Eden) jako Connie Dawson
Crossroads jako Michelle Allaine
Street of Chance jako Ruth Dillon
- 1943:

Dwaj straceńcy (The Desperadoes) jako Hrabina Maletta
Good Luck, Mr. Yates jako Ruth Jones
The Woman of the Town jako Dora Hand
- 1944: Żegnaj, laleczko (Murder, My Sweet) jako pani Helen Grayle / Velma Valento
- 1945: Johnny Angel jako Lilah ‘Lily’ Gustafson
- 1946:

The Bachelor’s Daughters jako Cynthia
Crack-Up jako Terry Cordell
- 1947: Born to Kill jako Helen Brent
- 1948:

Raw Deal jako Pat Cameron
The Velvet Touch jako Marian Webster
Koralowa wyspa (Key Largo) jako Gaye Dawn
The Babe Ruth Story jako Claire (Hodgson) Ruth
- 1949: The Lucky Stiff jako Marguerite Seaton
- 1950: Borderline jako Madeleine Haley
- 1951:

Hard, Fast and Beautiful jako Millie Farley
Najlepszy z najgorszych (Best of the Badmen) jako Lily Fowler
- 1952:

Hoodlum Empire jako Connie Williams
My Man and I jako pani Ansel Ames
Stop, You’re Killing Me jako Nora Marko
- 1953: The Stranger Wore a Gun jako Josie Sullivan
- 1954: Noc nad Pacyfikiem (The High and the Mighty) jako May Holst
- 1955:

Człowiek bez gwiazdy (Man Without a Star) jako Idonee
Lucy Gallant jako Lady MacBeth
- 1956: Góry w śniegu (The Mountain) jako Marie
- 1958: Marjorie Morningstar jako Rose Morgenstern
- 1962: Dwa tygodnie w innym mieście (Two Weeks in Another Town) jako Clara Kruger
- 1963: The Stripper jako Helen Baird
- 1965: Jak zamordować własną żonę (How to Murder Your Wife) jako Edna
- 1967: Sprawa w Kapsztadzie (The Cape Town Affair) jako Sam Williams
- 1982: Pocałuj mnie na do widzenia (Kiss Me Goodbye) jako Charlotte
- 1987: Zerwanie więzów rodzinnych, czyli... (Breaking Home Ties) jako Grace Porter

Seriale telewizyjne
- 1953−1954: The Ford Television Theatre jako Felicia Crandell
- 1954−1955: Lux Video Theatre
- 1954–1956: General Electric Theater jako Cora Leslie
- 1955: Stage 7
- 1956:

Climax!
Schlitz Playhouse of Stars jako Mary Hunter
Producers’ Showcase jako Fran Dodsworth
- 1956-1961: Alfred Hitchcock przedstawia (Alfred Hitchcock Presents) jako Mary Prescott / Pani Meade
- 1957: Playhouse 90 jako Elizabeth Owen
- 1959:

Westinghouse Desilu Playhouse jako Savannah Brown
Wagon Train jako C.L. Harding
Nietykalni (The Untouchables) jako Kate Clark ‘Ma’ Barker
- 1960: The United States Steel Hour
- 1961: The Investigators jako Kitty Harper
- 1962: Doktor Kildare (Dr. Kildare) jako Veronica Johnson
- 1983: Statek miłości (The Love Boat) jako Nancy Fairshield
- 1987: Napisała: Morderstwo (Murder, She Wrote) jako Judith Harlan

## Nagrody
- Nagroda Akademii Filmowej Najlepsza aktorka drugoplanowa: 1949 Koralowa wyspa
- Nagroda Emmy Najlepsza aktorka w miniserialu lub filmie telewizyjnym: 1957 Producers’ Showcase